# 鳥井克之
鳥井 克之（とりい かつゆき、1934年6月26日 - ）は、中国語学者、関西大学名誉教授。

## 来歴
大阪市生まれ。大阪府立今宮高等学校卒、1958年大阪市立大学経済学部（二部）卒業。1960年同文学部中国学科（二部）卒業。1963年同大学院文学研究科修士課程修了、大阪市立大学文学部助手、1967年関西大学文学部講師、助教授、教授、2000年外国語教育研究機構教授。2005年定年、名誉教授。
1996年「中国文法学説史」で関西大学より文学博士の学位を取得。
2014年11月瑞宝中綬章受章。

## 著書
- 『中国文法学説史』関西大学出版部 1995
- 『中国語教学文法概論』関西大学出版部 2005

### 共編著
- 『新しい中国語・古い中国語』芝田稔共著 光生館 中国語研究学習双書 1985
- 『中国語文法入門』編著 東方書店 1988
- 『こんにちは中国語 品詞と文型』西川和男共著 朝日出版社 1990
- 『中国語教学(教育・学習)文法辞典』編著 東方書店 2008

### 翻訳
- 汪子嵩, 張世英,任華等編著『西洋哲学史概説』渡辺幸博共訳 東方書店 1973
- 樊亢 等『資本主義国経済史 下』松野昭二監訳 游仲勲,菅沼正久共訳 亜紀書房 1975
- 「政治経済基礎知識」執筆組編『政治経済学の基礎 資本主義篇』松野昭二共訳 東方書店 1975
- 馮玉忠編『中国現代史 革命と建設の基本問題』芝田稔共訳 関西大学東西学術研究所 1987
- 高名凱, 劉正埮『現代中国語における外来語研究』関西大学東西学術研究所 1988
- 馬真『マーチェン・簡明実用中国語文法 初級から上級までの文法参考書』編訳 駿河台出版社 1997

## 論文
- 鳥井克之「万葉字音仮名と広韻」『中国語学』第1963巻第127号、日本中国語学会、1963年、8-15頁、doi:10.7131/chuugokugogaku.1963.8、ISSN 0578-0969、NAID 130003864225。
- 鳥井克之「現代中国語語法の問題点 (下)」『中国語学』第1966巻第160号、日本中国語学会、1966年、7-17頁、doi:10.7131/chuugokugogaku.1966.160_7、ISSN 0578-0969、NAID 130003713919。
- 鳥井克之「現代中国語語法の問題点」『中国語学』第1966巻第157号、日本中国語学会、1966年、7-21頁、doi:10.7131/chuugokugogaku.1966.7、ISSN 0578-0969、NAID 130003864259。
- 鳥井克之「中国語の単語について」『人文研究』第17巻第4号、大阪市立大学文学部、1966年7月、34-49頁、doi:10.24544/ocu.20180417-145、ISSN 04913329、NAID 120006005220。